# Næste gang er det dig
Næste gang er det dig er en dansk oplysningsfilm fra 1948, der er instrueret af Johan Jacobsen efter manuskript af Knud Sønderby.

## Handling
Færdselsulykkens årsag skal ikke søges i selve ulykkesøjeblikket, men længe før. Bilisten, der har drukket lidt. Cyklisten, der har travlt, og motorcyklisten der kører rigtigt, men alligevel bliver offer for en ulykke på grund af andres hensynsløshed.